# Joel Nicolau
Joel Nicolau Beltrán (Llufríu, provincia de Gerona, 23 de diciembre de 1997) es un ciclista español profesional desde 2019.
Destacó como amateur en la misma temporada 2019, pues aunque no logró ninguna victoria en la categoría amateur, logró varios podiums en pruebas importantes de la Copa de España de Ciclismo (amateur). Estos resultados le llevaron al profesionalismo de la mano del conjunto Profesional Continental Caja Rural-Seguros RGA a partir de abril de 2019.

## Palmarés
- Aún no ha conseguido ninguna victoria como profesional.

## Resultados en Grandes Vueltas
| Carrera | Carrera         | 2019 | 2020 | 2021 | 2022 | 2023  | 2024 |
| ------- | --------------- | ---- | ---- | ---- | ---- | ----- | ---- |
|         | Giro de Italia  | —    | —    | —    | —    | —     | —    |
|         | Tour de Francia | —    | —    | —    | —    | —     | —    |
|         | Vuelta a España | —    | —    | —    | —    | 100.º | —    |

—: no participa
Ab.: abandono